# 姬红娘鱼
姬红娘鱼（学名：Lepidotrigla hime）为輻鰭魚綱鮋形目牛尾魚亞目鲂鮄科红娘鱼属的鱼类。分布于日本以及中国东海等海域，體長可達18公分，為底棲性魚類，屬肉食性。该物种的模式产地在长崎、三崎。